# Neubauer (Familienname)
Neubauer ist ein deutscher Familienname.

## Herkunft und Bedeutung
Der Familienname Neubauer ist abgeleitet vom Beruf des Bauern.

## Varianten
- Nyebur (um 1264)
- Niebur (um 1277/1284)
- Newpaur (um 1372)
- Neyber (um 1382)
- Neubaur (um 1585)

## Namensträger

### A
- Adolf Neubauer (Hebraist) (1832–1907), ungarischer Hebraist und Bibliothekar
- Adolf Neubauer (Ingenieur) (1938–2020), deutscher Ingenieur und Hochschullehrer
- Alfred Neubauer (1891–1980), deutscher Automobilrennfahrer und Rennleiter
- Aljoscha Neubauer (* 1960), österreichischer Psychologe
- André Neubauer (1967–2013), deutscher Elektrotechniker, Informatiker und Hochschullehrer
- Andreas Neubauer (Mediziner) (* 1958), deutscher Onkologe und Hochschullehrer
- Andreas Neubauer (Gitarrenbauer) (* 1963), österreichischer Gitarrenbauer
- Anita Neubauer (* 1967), österreichische Politikerin (FPÖ)
- Annette Neubauer (* 1963), deutsche Schriftstellerin
- Anton Neubauer (1842–1915), deutscher Geistlicher und Politiker, MdR

### B
- Barbara Neubauer (* 1955), österreichische Kunsthistorikerin
- Beate Neubauer (* 1947), deutsche Historikerin
- Bernd Neubauer (* 1954), deutscher Kameramann
- Boris Neubauer (* 1963), deutscher Physiker und Hochschullehrer

### C
- Carl Neubauer (1830–1879), deutscher Pharmazeut und Chemiker
- Christian Neubauer (um 1645–1712), deutscher Oberstleutnant und Festungsbauer
- Christine Neubauer (* 1962), deutsche Schauspielerin

### D
- Dagmar Neubauer (* 1962), deutsche Leichtathletin
- Dieter Neubauer (Chemiker) (* 1934), deutscher Chemiker
- Dieter Neubauer (Fußballspieler) (* 1941), deutscher Fußballspieler
- Dieter Neubauer (Archäologe) (* 1963), deutscher Archäologe
- Dirk Neubauer (* 1971), deutscher Politiker, Autor und Journalist
- Doug Neubauer (Douglas Neubauer), US-amerikanischer Ingenieur, Videospielentwickler und Programmierer

### E
- Egon Neubauer (1920–1991), deutscher Maler, Grafiker, Textilkünstler und Bildhauer
- Elias Neubauer (* 2002), österreichischer Fußballspieler
- Emire Erhan-Neubauer (* 1945), deutsch-türkische Schauspielerin
- Ernst Neubauer (Archivar) (1865–1934), deutscher Bibliothekar und Archivar
- Ernst Friedrich Neubauer (1705–1748), deutscher Gräzist, Orientalist und Theologe
- Ernst Rudolf Neubauer (1828–1890), österreichischer Autor, Verleger und Lehrer

### F
- Frank Neubauer (* 1941), deutscher Grafikdesigner und Designpädagoge
- Franz Neubauer (Politiker, † 1883) († 1883), österreichischer Politiker
- Franz Neubauer (General) (1862–nach 1918), sächsischer Generalmajor
- Franz Neubauer (Politiker, 1887) (1887–1983), deutscher Politiker (Zentrum)
- Franz Neubauer (Widerstandskämpfer) (1896–1943), österreichischer Widerstandskämpfer
- Franz Neubauer (Politiker, 1909) (1909–nach 1938), österreichischer Landwirt und Politiker (NSDAP)
- Franz Neubauer (Politiker, 1930) (1930–2015), deutscher Jurist und Politiker (CSU)
- Franz Neubauer (Historiker) (1934–2010), deutscher Historiker und Fernsehproduzent
- Franz Neubauer (Fußballspieler) (* 1934), österreichischer Fußballspieler
- Franz Neubauer (Geologe) (* 1951), österreichischer Geograph und Geologe
- Franz Christoph Neubauer (um 1760–1795), deutscher Komponist
- Friedrich Neubauer (Pädagoge) (1861–1953), deutscher Pädagoge
- Friedrich Neubauer (Regisseur) (1886–1956), österreichischer Regisseur und Schauspieler
- Friedrich Neubauer (Architekt) (1912–2004), deutscher Architekt und Maler
- Fritz Neubauer (Linguist) (1940–2019), österreichischer Sprachwissenschaftler an der Universität Bielefeld
- Fritz M. Neubauer (Fritz Manfred Neubauer; * 1940), deutscher Geophysiker

### G
- Georg Neubauer (* 1958), deutscher Politiker (FDP)
- Gisela Neubauer (* 1937), deutsche Politikerin (CDU)
- Günter Neubauer (* 1941), deutscher Ökonom
- Günter Neubauer von Knobelsdorff (* 1944), deutscher Maler, Grafiker und Fotograf

### H
- Hannes Neubauer (* 1966), deutscher Illustrator, Comiczeichner und Comicautor
- Hanns Neubauer (1905–2003), deutscher Politiker (CDU)
- Hans Neubauer (Jurist) (1929–1998), deutscher Jurist, Kunstsammler und Autor
- Hans Neubauer (Mediziner) (* 1967), deutscher Mikrobiologe, Immunologe und Hochschullehrer
- Hans Franz Neubauer (1911–1989), österreichischer Botaniker und Hochschullehrer
- Hans-Joachim Neubauer (* 1960), deutscher Literaturwissenschaftler und Journalist
- Harald Neubauer (1951–2021), deutscher Politiker (NPD, REP)
- Heinrich Neubauer (* 1965), deutscher Veterinär, Mikrobiologe und Hochschullehrer
- Heinz Neubauer (Heimatforscher) (1915–1998), deutscher Heimatforscher
- Heinz Neubauer (Kirchenmusiker) (1925/1926–2015), deutscher Kirchenmusiker
- Heinz Neubauer (Fußballspieler) (* 1933), deutscher Fußballspieler
- Heinz Neubauer (Offizier) (* 1957), deutscher Wirtschaftswissenschaftler, Manager und Offizier
- Hellmut Neubauer (1921–2008), deutscher Augenarzt und Verbandsfunktionär
- Helmut Neubauer (Historiker) (1925–2001), deutscher Historiker
- Helmut Neubauer (General) (* 1941), deutscher Generalmajor
- Hendrik Neubauer (* 1960), deutscher Historiker und Publizist
- Henrik Neubauer (* 1997), österreichischer Eishockeyspieler
- Herbert Neubauer (* 1943), deutscher Tischtennisspieler
- Hermann Neubauer (* 1988), österreichischer Rennfahrer M
- Hermann Otto Neubauer (1910–1942), deutscher Spion und Mitglied der Operation Pastorius
- Horst Neubauer (Richter) (1897–1981), deutscher Richter
- Horst Neubauer (Diplomat) (* 1936), deutscher Diplomat
- Hugo Neubauer (1868–1945), deutscher Agrikulturchemiker

### I
- Ignatz Neubauer (1816–1888), deutscher Politiker, Mitglied der Frankfurter Nationalversammlung
- Ignaz Neubauer (1726–1795), deutscher Jesuit, Theologe und Hochschullehrer
- Ilse Neubauer (* 1942), deutsche Schauspielerin
- Irene Neubauer (1913–2006), deutsche Schauspielerin

### J
- Jakob Neubauer (1895–1945), deutscher Historiker, Jurist und Rabbiner
- Johann Neubauer (Komponist), deutscher Komponist
- Johann Neubauer (Politiker, 1755) (1755–1840), deutscher Pfarrer und Politiker, MdL Bayern
- Johann Neubauer (Künstler) (1795–1851), deutscher Kupferstecher
- Johann Neubauer (Politiker, II), österreichischer Politiker, Mitglied des Abgeordnetenhauses
- Johann Neubauer (Missionar) (1837–1910), österreichischer Missionar
- Johann Neubauer (Mundartdichter) (1880–1970), österreichischer Mundartdichter
- Johann Neubauer (Politiker, 1884) (1884–1971), österreichischer Politiker (SDAP/SPÖ), MdL Wien
- Johann Neubauer (Widerstandskämpfer) (1920–1943), österreichischer Widerstandskämpfer
- Johann Ernst Neubauer (1742–1777), deutscher Arzt und Anatom
- Johannes Neubauer (* 2000), deutscher Ruderer
- John Neubauer (1933–2015), US-amerikanischer Literaturwissenschaftler
- Jonas Neubauer (1981–2021), US-amerikanischer E-Sportler
- Jörg Neubauer (Spielervermittler) (1962–2021), deutscher Spielervermittler
- Jörg Neubauer (Musicaldarsteller), deutscher Musicaldarsteller, Schauspieler und Regisseur
- Josef Neubauer (1931/1932–2020), österreichischer Politiker, Erster Vizebürgermeister

### K
- Karl Neubauer (Fußballspieler) (1896–1954), österreichischer Fußballspieler
- Karl Neubauer (Politiker) (1920–1985), österreichischer Politiker (ÖVP)
- Karl Wilhelm Neubauer (* 1939), deutscher Bibliothekar und Theologe
- Klaus Neubauer (* 1944), deutscher Maler und Grafiker
- Konrad Neubauer (Generalmajor) (1864–1943), deutscher Generalmajor
- Konrad Neubauer (Fotograf) (* 1953), österreichischer Fotograf
- Kurt Neubauer (Putschist) (1899–1923), deutscher Teilnehmer am Hitler-Ludendorff-Putsch
- Kurt Neubauer (Gerechter unter den Völkern), deutscher Gerechter unter den Völkern
- Kurt Neubauer (Politiker) (1922–2012), deutscher Politiker (SPD), Bürgermeister von Berlin

### L
- Leopold Neubauer (1889–1960), österreichischer Fußballspieler
- Lorenz Wilhelm Neubauer (1701–1752), deutscher Jurist und Sammler
- Luisa Neubauer (* 1996), deutsche Klimaschutzaktivistin und Publizistin

### M
- Maria Margaretha Neubauer (1706–1746), deutsche Dichterin
- Marlene Neubauer-Woerner (1918–2010), deutsche Bildhauerin
- Martin Neubauer (* 1973), österreichischer Schachspieler und -trainer
- Maurice Neubauer (* 1996), deutscher Fußballspieler
- Max Neubauer (1878–1949), deutscher Politiker (SPD)

### N
- Nicole Neubauer (* 1972), deutsche Schriftstellerin

### O
- Otto Neubauer (1874–1957), tschechisch-britischer Mediziner

### P
- Paul Neubauer (Journalist) (1891–1945), österreichisch-slowakischer Journalist und Schriftsteller
- Paul Neubauer (* 1962), US-amerikanischer Bratschist
- Peter Neubauer (Schauspieler), deutscher Schauspieler
- Peter Neubauer (Mikrobiologe) (* 1962), deutscher Mikrobiologe und Hochschullehrer
- Peter B. Neubauer (1913–2008), österreichischer Kinderpsychiater und Psychoanalytiker
- Philipp Neubauer (* 1974), deutscher Schauspieler und Kabarettist

### R
- Ralf Neubauer (* 1982), deutscher Politiker (SPD)
- Ralph Neubauer (* 1960), deutscher Schriftsteller
- Richard Neubauer (* 1947), deutscher Eishockeyspieler und -trainer
- Robert Neubauer (Mediziner) (1895–1969), slowenischer Physiologe
- Robert Neubauer (Politiker), deutscher Politiker (SPD), MdHB
- Robert Neubauer (Unternehmer) (* 1972), deutscher Immobilienmakler und Fernsehdarsteller
- Roli-Ann Neubauer (* 1984), deutsche Basketballspielerin
- Rudolf Neubauer (1847–1905), österreichischer Jurist
- Ryan Neubauer (* 1998), Schweizer Unihockeyspieler

### S
- Sergej Neubauer (* 1985), deutscher Fußballspieler

### T
- Theodor Neubauer (1890–1945), deutscher Widerstandskämpfer
- Theodor Neubauer (Bürgermeister) (1905–1991), deutscher Bürgermeister und Heimatforscher
- Thomas Neubauer (1508–1563), deutscher neulateinischer Dramatiker, evangelischer Theologe, siehe Thomas Naogeorg
- Thomas Neubauer (Rennfahrer) (* 1999), französischer Autorennfahrer

### W
- Walter Neubauer (Walter F. Neubauer; * 1938), deutscher Psychologe und Hochschullehrer
- Werner Neubauer (Statistiker) (1935–2015), deutscher Ökonom und Statistiker
- Werner Neubauer (Politiker) (* 1956), österreichischer Politiker (FPÖ)
- Wilhelm Neubauer (1880–1961), österreichischer Forstwissenschaftler
- Wolfgang Neubauer (* 1963), österreichischer Archäologe
- Wolfram Neubauer (* 1950), Schweizer Bibliothekar

### Z
- Zdeněk Neubauer (1942–2016), tschechischer Philosoph und Biologe